# Bluffton (Geórgia)
Bluffton é uma cidade  localizada no estado americano de Geórgia, no Condado de Clay.

## Demografia
Segundo o censo americano de 2000, a sua população era de 118 habitantes.
Em 2006, foi estimada uma população de 112, um decréscimo de 6 (-5.1%).

## Geografia
De acordo com o United States Census Bureau tem uma área de 
4,2 km², dos quais 4,2 km² cobertos por terra e 0,0 km² cobertos por água. Bluffton localiza-se a aproximadamente 101 m acima do nível do mar.

## Localidades na vizinhança
O diagrama seguinte representa as localidades num raio de 28 km ao redor de Bluffton. 